# Victoria Woodhull
Victoria Claflin Woodhull (Homer, 23 settembre 1838 – Bredon, 9 giugno 1927) è stata un'attivista statunitense dei diritti femminili e prima donna candidata alle elezioni presidenziali negli Stati Uniti d'America del 1872.

## Biografia
Nata col nome Victoria California Claflin nella città di Homer, contea di Licking, Ohio, quinta dei sette figli di Reuben Buckman (Buck) Claflin (1795/6-1885), proprietario di un mulino, fu sposato con Roxanna (Anna), nata Hummel (1803/4-1889). La persona più vicina a Victoria fu la sorella Tennessee Celeste Claflin (1845-1923), nota anche con lo pseudonimo di Tennie C.
Le notizie sui primi anni di vita di Victoria sono scarse, la sua formazione scolastica ebbe luogo, in maniera poco continuativa, presso la scuola della chiesa metodista della cittadina di Homer. Quando il mulino di proprietà del padre prese fuoco in circostanze sospette, la famiglia fu costretta ad abbandonare la città e a costituire, approfittando della passione della madre per la chiaroveggenza, una compagnia itinerante di guaritori e chiaroveggenti.
All'età di quindici anni sposò il medico Canning Woodhull, originario di Rochester (New York). La coppia ebbe due figli: Byron (1854-1932), disabile, e Zulu Maud, in seguito chiamata Zula (1861-1940). Canning Woodhull si rivelò un alcolista con numerose relazioni extraconiugali, così nel 1865 Victoria e Canning si separarono e un anno dopo Victoria sposò il colonnello James Harvey Blood (morto nel 1885), un ufficiale dell'esercito reduce della guerra di secessione. Questo matrimonio, dal quale non nacquero figli, si interruppe dieci anni dopo; nel frattempo però Blood appoggiò le attività della moglie che divenne una delle donne più celebri degli Stati Uniti.
Nel 1868 la coppia si trasferì a New York dove Victoria prese parte attivamente alla vita sociale, interessandosi di riforme sociali e del diritto di voto alle donne. La guerra civile aveva messo in luce l'importanza del ruolo femminile nella famiglia ma anche nella società, nacquero i primi movimenti femminili che, nel più ampio contesto della ridiscussione dei diritti civili in seguito all'emancipazione degli schiavi per lo più d'origine africana, rivendicavano l'eguaglianza politica e sociale anche per le donne.

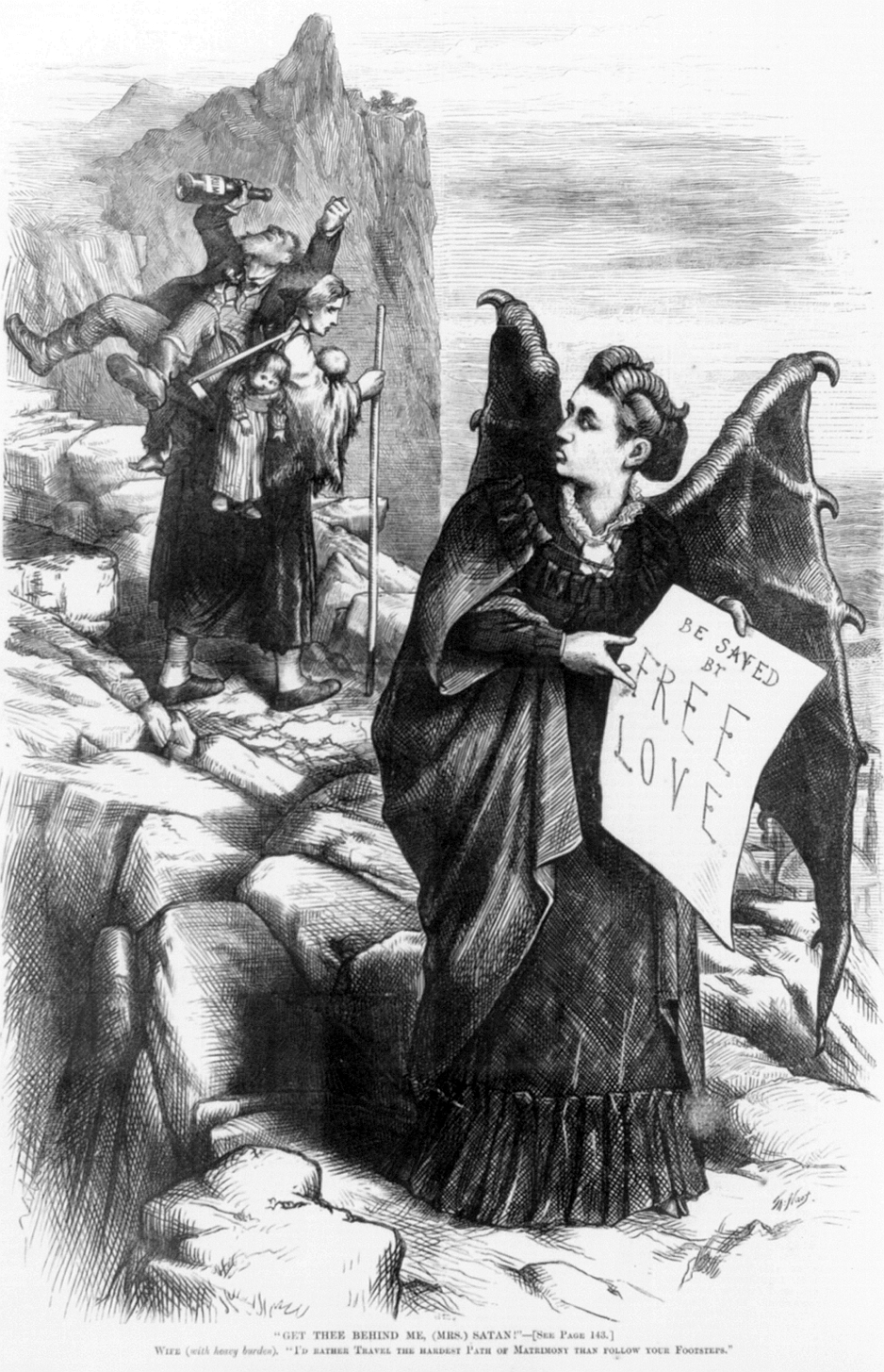
Caricatura della suffragette Victoria Woodhull (1838-1927) di Thomas Nast (1840-1902)

Victoria, affascinata e coinvolta da questo clima sociale e politico, riconobbe ben presto la necessità di una solida base economica e di buone relazioni con i personaggi più influenti della vita economica e sociale della città. Utilizzando il suo indiscutibile fascino, e con l'appoggio del marito, conquistò l'ammirazione di Cornelius Vanderbilt, uno dei personaggi più influenti dell'establishment della metropoli, da poco rimasto vedovo. Cornelius aiutò Victoria in una serie di remunerative operazioni speculative nel mercato dell'oro e nel 1869 Victoria e Tennessee aprirono la prima società femminile di agenti di borsa di Wall Street, la Woodhull, Claflin & Co.
Le due sorelle erano già oggetto di una scettica e talvolta ostile curiosità da parte dell'ambiente economico di New York, e uno scandalo ancora maggiore suscitò la pubblicazione del primo numero del Woodhull and Claflin Weekly (14 maggio 1870), una pubblicazione settimanale, finanziata da Victoria e Tennessee, che si occupava di argomenti come l'eguaglianza sessuale, l'amore libero, l'educazione sessuale, l'occupazione femminile e il diritto di voto. La prima traduzione in inglese, negli USA, del Manifesto del Partito Comunista di Marx venne pubblicata nel numero del 30 dicembre 1871 del Weekly. Nel 1872 Victoria iniziò una relazione, che durò tre anni, con l'editore anarchico Benjamin Tucker.
Come prima donna broker e direttrice di un giornale, la Woodhull ancora oggi è un modello di ispirazione. Alla fine dell‘800, a causa delle sue idee politiche troppo avanzate per i tempi e in un mondo ancora fortemente maschilista, venne tacciata di essere una sorta di demonio. Nonostante ciò, il 10 maggio 1872 venne scelta dall'Equal Rights Party per la corsa alla Casa Bianca, nella quale non raccolse però nemmeno un voto, anche perché metà della popolazione, quella femminile, non poté votare, poiché il voto alle donne non era ancora riconosciuto (arriverà nel 1920). È presumibile che alcuni voti a suo favore siano stati annullati, ma il tutto è difficilmente ricostruibile, mancando documenti dell'epoca che possano provare una discriminazione nei suoi confronti.
Inoltre il 3 novembre 1872, a pochi giorni dalle elezioni presidenziali, la Woodhull fu arrestata dalle autorità federali, insieme al marito e alla sorella, per un'inchiesta pubblicata sulle pagine del Woodhull & Claflin's Weekly, il giornale diretto dalla donna, che denunciava un caso di adulterio tra il reverendo Henry Ward Beecher e Elizabeth Tilton, moglie di un editore di New York. La ragione di tale pubblicazione della Woodhull sul Beecher, che aveva criticato in pubblico le idee della candidata sull'amore libero, nasceva dalla volontà di evidenziare l'ipocrisia del prelato e di portare la discriminazione femminile al centro dell'attenzione.
Sei mesi dopo l'arresto la Woodhull venne rilasciata, ben dopo le elezioni, cui non aveva potuto quindi partecipare per dare visibilità al suo programma di lotta contro la discriminazione. La Woodhull, che non si era scoraggiata, si ripresentò nel 1884 e nel 1892, di nuovo senza successo. Nel frattempo, la donna divorziò dal secondo marito e successivamente si trasferì in Inghilterra, dove si sposò per la terza volta
Perso l'interesse per la corsa alla Casa Bianca, la Woodhull non fece più ritorno negli Stati Uniti, e in Inghilterra diede alle stampe la rivista The Humanitarian, continuando a difendere i diritti delle donne. Ritiratasi a vita privata nel 1901, morì il 9 giugno 1927. La traccia da lei lasciata permise a Tonie Nathan di essere, nel 1972, la prima donna a ricevere un voto di un grande elettore USA (era candidata alla vicepresidenza per il Partito Libertario e ricevette il voto di un grande elettore repubblicano).